# Telioneura obsoleta
Telioneura obsoleta là một loài bướm đêm thuộc phân họ Arctiinae, họ Erebidae.